# Egesina subfasciata
Egesina subfasciata là một loài bọ cánh cứng trong họ Cerambycidae.